# Deksyty
Deksyty [pronunciación en polaco: /dɛkˈsɨtɨ/] (en alemán: Dixen) es un pueblo en el distrito administrativo de Gmina Górowo Iławeckie, dentro del Distrito de  Bartoszyce, Voivodato de Varmia y Masuria, en el norte de Polonia, cerca de la frontera con el Oblast de Kaliningrado, en Rusia. Se encuentra aproximadamente 6 kilómetros al este de Górowo Iławeckie, 15 kilómetros al oeste de Bartoszyce, y 54 kilómetros al norte de la capital regional, Olsztyn.

## Población
- En 1933: 226
- En 1939: 222[3]